# Jane Yolen
Jane Yolen (Nueva York, 11 de febrero de 1939) es una escritora y poetisa estadounidense especializada en ciencia ficción y literatura infantil.

## Biografía
Vivió en diferentes estados como California, Virginia, Nueva York y Connecticut. Su padre era columnista para periódicos de Nueva York y más tarde publicista para películas de Hollywood, por lo que la familia se trasladó a California. Volvieron a trasladarse a Nueva York con motivo de la Segunda Guerra Mundial, en la que su padre fue movilizado.
Yolen tuvo una infancia feliz con bastante éxito social. Tomó lecciones de piano y de ballet y junto con su hermano creó un periódico informal para el edificio de apartamentos donde vivían. Dos años después ingresó en la escuela de Música y Artes.
La familia se mudó a un rancho en Connecticut y obtuvo el bachiller en la Staples High School. Ingresó en la universidad femenina de Smith College, donde fue presidenta del boletín de noticias y ganó varios premios de poesía y periodismo. Se graduó en 1960.
Tras la universidad, volvió a trasladarse a Nueva York, donde empezó a trabajar de editora.
Obtuvo un máster en educación por la Universidad de Massachusetts Amherst en 1976.
Se casó con el informático David Stemple en 1962 (muerto de cáncer en 2006) con quien tuvo tres hijos. Yolen vive habitualmente en Hatfield, Massachusetts y mantiene una casa en San Andrews (Escocia).

## Obra
Jane Yolen se consideraba a sí misma como poetisa y escritora de no ficción. Sin embargo, su primer libro publicado, Pirates in Petticoats, la consagró como escritora de literatura infantil.
Su campo de trabajo ha sido muy amplio, con cerca de 300 obras publicadas, algunas de ellas de ciencia ficción; pero también libros de texto, infantiles, juveniles, poesía y de no-ficción.

### Novelas
- Hermana Luz, Hermana Sombra (Sister Light,  Sister Dark) (1988)
- Blanca Jenna (White Jenna) (1989)
- La Reina de un Solo Brazo (The One-Armed Queen) (1998)
- Armageddon Summer (1998)
- The Devil's Arithmetic  (1988)

### Historias cortas
- Sister Emily's Lightship, en Starlight (1996).

### Poemas
- "Tintagel Morning: Song" (En la revistaAsimov's Science Fiction, v.14 #4, abril de 1990)
- "Angels Fly Because They Take Themselves Lightly" (En la revista Asimov's Science Fiction, v.15 #14, No.179, diciembre de 1991).

### Antologías de historias cortas editadas
- Xanadu (1992, con Martin H. Greenberg)
- Xanadu 2 (1993, con Martin H. Greenberg)
- Xanadu 3 (1994, con Martin H. Greenberg)
- 2041: Doce Historias Cortas Sobre el Futuro por Grandes Escritores de Ciencia Ficción (1994, con Connie Willis y Anne McCaffrey).

## Premios

### Obtenidos
Lógicamente, dada la pluralidad de temas tratados en sus obras, muchos de los premios que ha ganado no son de ciencia ficción. Algunos son importantes reconocimientos dentro de la literatura infantil, como la Caldecott Medal (dos veces) The Golden Kite (tres veces) o de la fantasía, como el Mythopoeic Fantasy Award (tres veces) o el World Fantasy Award.
- 1989: Jewish Book Council por The Devil's Arithmetic
- 1991: Premio Lectores de la Revista Asimov's Science Fiction a la mejor novela por Angels Fly Because They Take Themselves Lightly
- 1996: Premio Nébula de historia corta por Sister Emily's Lightship (El Buque-faro de la Hermana Emily)
- 1997: Premio Nébula de historia larga por Lost Girls
- 2017: Premio Gran Maestro Damon Knight Memorial a toda su trayectoria en el campo de la ciencia ficción y/o de la fantasía[1]

### Finalista
- 1988: Premio Nébula a la mejor historia corta por The Devil's Arithmetic
- 1990: Premio Nébula al mejor relato por Hermana Luz, Hermana Sombra
- 1991: Premio Nébula al mejor relato por White Jenna